# Take Me Home (альбом Шер)
«Take Me Home» — п'ятнадцятий студійний альбом американської співачки і акторки Шер, випущений 25 січня 1979 року лейблом «Casablanca Records». Після того, як три попередні студійні альбоми Шер стали комерційно провальними, «Take Me Home» приніс співачці короткочасне «комерційне повернення». Альбом досяг 25 місця в чарті «Billboard 200» США. 17 травня того ж року альбом отримав «золоту» сертифікацію від RIAA, його продажі склали понад 500 000 копій в США.

## Про альбом
Після чотирьох провальних релізів на «Warner Bros. Records» контракт Шер із цим лейблом був закінчений в 1978 році. Незабаром після цього співачка уклала новий контракт із лейблом «Casablanca Records», на якому записувалася «королева диско» Донна Саммер.
«Take Me Home» став першим альбомом Шер 1979 року і першим диском, випущеному на «Casablanca Records». Продюсерами альбому виступили Боб Есті і Рон Данте, більшість пісень були написані Мішель Оллер і Бобом Есті. Альбом являв собою «короткочасне дослідження» Шер жанру диско-музики. Пізніше Шер відзначала, що її змусили записати записати альбом у цьому жанрі. Заголовна пісня «Take Me Home» стала «хітом повернення» Шер. Шер включила до альбому написану нею самою баладу «My Song (Too Far Gone)» про невдалий шлюб із Греггом Оллменом. Альбом присвячений «Butterfly».
Хорошим продажам альбому сприяла його скандальна обкладинка, на якій майже оголена Шер позувала в костюмі вікінга, створена Бобом Макі, що привернула до нього багато уваги. «Take Me Home» також став першим диском співачки, для якого були записані три ремікси: «Take Me Home» (12" Mix), «Was not it Good» (12" Mix) і «Git Down (Guitar Grupie)» (12" Mix), пізніше представлені на синглі «Hell on Wheels». Джин Сіммонс, коханець Шер на той час, брав участь у записі пісні «Git Down (Guitar Grupie)».
«Take Me Home» багаторазово випускався на компакт-диску разом з другим студійним альбомом Шер, записаним на «Casablanca Records», «Prisoner», під назвою «The Casablanca Years». На одному диску було об'єднано всі треки обох альбомів. Альбом випускався 1993 року й перевидавався 1996-го з іншою обкладинкою. Також він включав не видані до цього пісні «Oh God America», «Sometime Somewhere», обидві написані Шер, які їй не сподобалися й тому вона не включила їх до альбому. Продюсована Роном Данте композиція «If He'd Take Me Back Again» також була записана під час сесій «Take Me Home» й залишається досі не виданою.

## Сингли
Першим синглом альбому «Take Me Home» стала однойменна пісня, яка стала першим «топ-10»-синглом Шер за останні 5 років, після «Dark Lady», і останнім, що потрапив у «топ-10» до 1987 року. Пісня посідала 8-ме місце в чарті «Billboard Hot 100», 21-ше в «Hot Soul Singles» і 2-ге в «Hot Dance Club Play». Пісня також досягла «топ-10» в чартах Канади та Норвегії. У 1979 році альбом отримав «золоту» сертифікацію, оскільки його продажі сягнули понад 500 000 копій. Сингл «Take Me Home» також отримав «золоту» сертифікацію, його продажі сягнули понад 1 мільйон копій. До пісні було знято відео, яке було показано в телешоу «Cher … and Other Fantasies». Шер також виконувала «Take Me Home» на телешоу «The Mike Douglas Show» разом з іншими композиціями альбому, «Love & Pain» і «Happy Was the Day We Met».
Пісня «Was not It Good» була обрана другим синглом, який офіційно вийшов не тільки в США, але й в інших країнах, у тому числі Канаді і Великій Британії. «Was not It Good» вийшла лише як промо-сингл. Пісня мала досить скромний успіх в «Billboard Hot 100», де досягла максимальної 49-ої позиції. На відміну від попереднього синглу «Take Me Home» потрапила в «Hot Dance Club Play», «Was not It Good» не була випущена як сингл з клубно-танцювальною музикою. До пісні також існують ремікси, які були видані як сингли на 12-дюймових LP-платівках, деякі з них можна знайти у різних збірках 1990-х років.
Третім синглом стала «It's too Late (to Love Me Now)» — кавер-версія пісні Чарлі Макклейна. Пісня була видана на 7- і 12-дюймових платівках і досі залишається єдиним синглом Шер, випущеним для кантрі-радіо. Однак, «It's too Late (to Love Me Now)» мала невеликий успіх, потрапивши у чарті «Hot Country Singles», де досягла 87-ої позиції. Сингл став одним з останніх, випущених співачкою у 1970-х роках і на лейблі «Casablanca Records».
Незважаючи на те, що і «Was not It Good», і «It's Too Late (To Love Me Now)» були випущені як офіційні сингли альбому, для них не були зняті музичні відео. Замість цього вийшли кліпи до «Take Me Home» і «Love & Pain», які були представлені на популярному телешоу «Cher … and Other Fantasies».

## Тур
У рамках промо-кампанії альбому Шер поїхала в турне «Take Me Home Tour». Перший концерт туру відбувся 9 липня 1979 року в Лас-Вегасі, його продюсером був Джо Лейтон, який раніше працював із Бетт Мідлер і Даяной Росс. Це був перший світовий тур Шер як сольної артистки. В рамках туру співачка провела концерти в Північній Америці, Європі і Австралії. Концерт від 10 травня 1980 року в Монте-Карло і пізніший виступ 1981 року в Лас-Вегасі були зняті для телетрансляції.
Концертна команда Шер налічувала трьох бек-вокалістів, шести танцюристів, двох трансвеститів в образах Бетт Мідлер і Даяни Росс. У декораціях був присутній механічний бик, протягом концерту використовувалося дванадцять різних костюмів. Сама Шер описала концерт як «суміш „Sonny & Cher“, кабаре, дискотеки і рок-н-ролу». Концерти включали різні елементи власних телешоу співачки «The Cher Show», «Cher … Special» і «Cher … and others Fantasies». Під час перерви на переодягання Шер за лаштунками, на сцені виступали трансвестити Кенні Сака (як Бетт Мідлер) і Д. С. Гейнор (як Даяна Росс) з піснями «In the Mood» і «I'm Coming Out», відповідно. В кінці номера до них виходила Шер і вони разом співали пісню «Friends».

## Список композицій
| Сторона A | Сторона A                  | Сторона A              | Сторона A  |
| #         | Назва                      | Автор                  | Тривалість |
| --------- | -------------------------- | ---------------------- | ---------- |
| 1.        | «Take Me Home»             | Мішель Оллер, Боб Есті | 6:45       |
| 2.        | «Wasn't It Good»           | Мішель Оллер, Боб Есті | 4:20       |
| 3.        | «Say the Word»             | Мішель Оллер, Боб Есті | 4:59       |
| 4.        | «Happy Was the Day We Met» | Пеппі Кастро           | 4:00       |

| Сторона Б | Сторона Б                        | Сторона Б                                    | Сторона Б  |
| #         | Назва                            | Автор                                        | Тривалість |
| --------- | -------------------------------- | -------------------------------------------- | ---------- |
| 1.        | «Git Down (Guitar Groupie)»      | Мішель Оллер, Боб Есті                       | 3:44       |
| 2.        | «Love & Pain (Pain in My Heart)» | Річард Т. Бір                                | 3:25       |
| 3.        | «Let This Be a Lesson to You»    | Том Снов                                     | 3:17       |
| 4.        | «It's Too Late (To Love Me Now)» | Рорі Майкл Барк, Джин Доббінс, Джонні Вілсон | 3:39       |
| 5.        | «My Song (Too Far Gone)»         | Шер, Бретт Хадсон, Марк Харсон               | 3:54       |

## Учасники запису
- Шер — вокал[6]
- Джей Грейдон — гітара
- Стів Лукатер — гітара в «Git Down (Guitar Groupie)»
- Джефф Поркаро — ударні в «Git Down (Guitar Groupie)»
- Девід Хангейт — бас в «Git Down (Guitar Groupie)»
- Джин Сіммонс — бек-вокал в «Git Down (Guitar Groupie)»
- Боб Есті — продюсер звукозапису
- Рон Данте — продюсер звукозапису
- Ларрі Емерін — інженер звукозапису
- Річард Боулз — інженер звукозапису
- Дженіс Солед — координація проекту
- Вейн Олсен — продюсер компіляції
- Баррі Левін — фотографування

## Чарти
| Чарт (1979)                   | Позиція |
| ----------------------------- | ------- |
| Канада (Top Albums/CDs (RPM)) | 24      |
| Канада (Dance/Urban (RPM))    | 9       |
| США (Dance/Urban (RPM))       | 25      |
| США Top R&B Albums            | 32      |

| Країна                                                 | Сертифікація | Продано  |
| ------------------------------------------------------ | ------------ | -------- |
| США (RIAA)                                             | Золото       | 500,000^ |
| ^цифри відвантаження, засновані тільки на сертифікації |              |          |